# Julian Knowle
Julian Knowle (Lauterach, Austria, 29 de abril de 1974) es un extenista profesional austríaco que se destacaba en la modalidad de dobles, especialidad en la que conquistó el US Open en 2007 y alcanzó la final de Wimbledon en 2004.

## Torneos de Grand Slam

### Dobles Masculino

#### Campeón (1)
| Año  | Torneo             | Pareja        | Oponentes en la final     | Resultado |
| 2007 | Abierto de EE. UU. | Simon Aspelin | Lukáš Dlouhý Pavel Vízner | 7-5, 6-4  |

#### Finalista (1)
| Año  | Torneo    | Pareja         | Oponentes en la final          | Resultado          |
| 2004 | Wimbledon | Nenad Zimonjić | Jonas Björkman Todd Woodbridge | 1-6, 4-6, 6-4, 4-6 |

### Dobles Mixto

#### Finalista (1)
| Año  | Torneo        | Pareja             | Oponentes en la final             | Resultado         |
| 2010 | Roland Garros | Yaroslava Shvédova | Katarina Srebotnik Nenad Zimonjić | 6-4, 6-7(5), 9-11 |

## Títulos ATP (19; 0+19)

### Dobles (19)
| Leyenda                                                       |
| Grand Slam (1)                                                |
| Tennis Masters Cup / ATP Wourld Tour Finals (0)               |
| ATP Masters Series / ATP Masters 1000 World Tour (0)          |
| ATP International Series Gold / ATP World Tour 500 series (1) |
| ATP Tour / ATP World Tour 250 series (17)                     |

| Nº  | Fecha                   | Torneo            | Superficie    | Pareja             | Oponentes en la final             | Resultado            |
| 1.  | 11 de febrero de 2002   | Copenhague        | Dura          | Michael Kohlmann   | Jiří Novák Radek Štěpánek         | 7-6(8), 7-5          |
| 2.  | 15 de julio de 2002     | Umag              | Tierra batida | František Čermák   | Albert Portas Fernando Vicente    | 6-4, 6-4             |
| 3.  | 30 de diciembre de 2002 | Chennai           | Dura          | Michael Kohlmann   | František Čermák Leoš Friedl      | 7-6(1), 7-6(3)       |
| 4.  | 20 de octubre de 2003   | San Petersburgo   | Dura (i)      | Nenad Zimonjić     | Michael Kohlmann Rainer Schüttler | 7-6(1), 6-3          |
| 5.  | 25 de abril de 2005     | Múnich            | Tierra batida | Mario Ančić        | Florian Mayer Alexander Waske     | 6-3, 1-6, 6-3        |
| 6.  | 24 de octubre de 2005   | San Petersburgo   | Dura (i)      | Jürgen Melzer      | Jonas Björkman Max Mirnyi         | 4-6, 7-5, 7-5        |
| 7.  | 24 de abril de 2006     | Casablanca        | Tierra batida | Jürgen Melzer      | Michael Kohlmann Alexander Waske  | 6-3, 6-4             |
| 8.  | 21 de mayo de 2007      | Pörtschach        | Tierra batida | Simon Aspelin      | Leoš Friedl David Škoch           | 7-6(6), 5-7, [10-6]  |
| 9.  | 11 de junio de 2007     | Halle             | Hierba        | Simon Aspelin      | Fabrice Santoro Nenad Zimonjić    | 6-4, 7-6(5)          |
| 10. | 9 de julio de 2007      | Båstad            | Dura          | Simon Aspelin      | Martín García Sebastián Prieto    | 6-2, 6-4             |
| 11. | 27 de agosto de 2007    | Abierto de EE.UU. | Dura          | Simon Aspelin      | Lukáš Dlouhý Pavel Vízner         | 7-5, 6-4             |
| 12. | 30 de agosto de 2009    | New Haven         | Dura          | Jürgen Melzer      | Bruno Soares Kevin Ullyett        | 6-4, 7-6(3)          |
| 13. | 5 de octubre de 2009    | Tokio             | Dura          | Jürgen Melzer      | Ross Hutchins Jordan Kerr         | 6-2, 5-7, [10-8]     |
| 14. | 28 de julio de 2012     | Kitzbühel         | Tierra batida | František Čermák   | Dustin Brown Paul Hanley          | 7-6(4), 3-6, [12-10] |
| 15. | 10 de febrero de 2013   | Zagreb            | Dura (i)      | Filip Polášek      | Ivan Dodig Mate Pavic             | 6-3, 6-3             |
| 16. | 14 de abril de 2013     | Casablanca        | Tierra batida | Filip Polášek      | Dustin Brown Christopher Kas      | 6–3, 6–2             |
| 17. | 12 de enero de 2014     | Auckland          | Dura (i)      | Marcelo Melo       | Alexander Peya Bruno Soares       | 4-6, 6-3, [10-5]     |
| 18. | 15 de junio de 2014     | Halle             | Hierba        | Andre Begemann     | Marco Chiudinelli Roger Federer   | 1-6, 7-5, [12-10]    |
| 19. | 23 de julio de 2017     | Bastad            | Tierra batida | Philipp Petzschner | Sander Arends Matwé Middelkoop    | 6-2, 3-6, [10-7]     |

#### Finalista (25)
| No. | Fecha                    | Torneo             | Superficie    | Pareja           | Oponentes en la final                  | Resultado            |
| --- | ------------------------ | ------------------ | ------------- | ---------------- | -------------------------------------- | -------------------- |
| 1.  | 29 de abril de 2002      | Mallorca           | Tierra batida | Michael Kohlmann | Mahesh Bhupathi Leander Paes           | 2-6, 4-6             |
| 2.  | 24 de febrero de 2003    | Copenhague         | Dura (i)      | Michael Kohlmann | Tomáš Cibulec Pavel Vízner             | 5-7, 7-5, 2-6        |
| 3.  | 13 de julio de 2003      | Newport            | Hierba        | Jurgen Melzer    | Jordan Kerr David Macpherson           | 6-7(4), 3-6          |
| 4.  | 26 de abril de 2004      | Munich             | Tierra batida | Nenad Zimonjic   | James Blake Mark Merklein              | 2-6, 4-6             |
| 5.  | 21 de junio de 2004      | Wimbledon          | Hierba        | Nenad Zimonjic   | Jonas Björkman Todd Woodbridge         | 1-6, 4-6, 6-4, 4-6   |
| 6.  | 10 de abril de 2006      | Houston            | Tierra batida | Jürgen Melzer    | Michael Kohlmann Alexander Waske       | 7-5, 4-6, [5-10]     |
| 7.  | 2 de octubre de 2006     | Metz               | Dura (i)      | Jürgen Melzer    | Richard Gasquet Fabrice Santoro        | 6-3, 1-6, [9-11]     |
| 8.  | 9 de octubre de 2006     | Viena              | Dura (i)      | Jürgen Melzer    | Petr Pála Pavel Vízner                 | 4-6, 6-3, [10-12]    |
| 9.  | 25 de octubre de 2006    | San Petersburgo    | Dura (i)      | Jürgen Melzer    | Simon Aspelin Todd Perry               | 1-6, 6-7(3)          |
| 10. | 25 de febrero de 2007    | Memphis            | Dura (i)      | Jürgen Melzer    | Eric Butorac Jamie Murray              | 5-7, 3-6             |
| 11. | 18 de noviembre de 2007  | Tennis Masters Cup | Dura (i)      | Simon Aspelin    | Mark Knowles Daniel Nestor             | 2-6, 3-6             |
| 12. | 19 de mayo de 2008       | Pörtschach         | Tierra batida | Jürgen Melzer    | Marcelo Melo André Sá                  | 5-7, 7-6(3), [11-13] |
| 13. | 20 de febrero de 2009    | Marsella           | Dura (i)      | Andy Ram         | Arnaud Clément Michaël Llodra          | 6-3, 3-6, [8-10]     |
| 14. | 26 de octubre de 2009    | Viena              | Dura (i)      | Jürgen Melzer    | Łukasz Kubot Oliver Marach             | 6-2, 4-6, [9-11]     |
| 15. | 21 de febrero de 2010    | Marsella           | Dura (i)      | Robert Lindstedt | Julien Benneteau Michaël Llodra        | 4-6, 3-6             |
| 16. | 24 de septiembre de 2011 | Bucarest           | Tierra batida | David Marrero    | Daniele Bracciali Potito Starace       | 6-3, 4-6, [8-10]     |
| 17. | 6 de mayo de 2012        | Estoril            | Tierra batida | David Marrero    | Aisam-ul-Haq Qureshi Jean-Julien Rojer | 5-7, 5-7             |
| 18. | 21 de octubre de 2012    | Viena              | Dura (i)      | Filip Polášek    | Andre Begemann Martin Emmrich          | 4-6, 6-3, [4-10]     |
| 19. | 6 de enero de 2013       | Doha               | Dura          | Filip Polášek    | Christopher Kas Philipp Kohlschreiber  | 5-7, 4-6             |
| 20. | 20 de octubre de 2013    | Viena              | Dura (i)      | Daniel Nestor    | Florin Mergea Lukáš Rosol              | 5-7, 4-6             |
| 21. | 27 de octubre de 2013    | Basilea            | Dura (i)      | Oliver Marach    | Treat Huey Dominic Inglot              | 3-6, 6-3, [4-10]     |
| 22. | 19 de octubre de 2014    | Viena              | Dura (i)      | Andre Begemann   | Jürgen Melzer Philipp Petzschner       | 6-7(6), 6-4, [7-10]  |
| 23. | 9 de enero de 2015       | Doha               | Dura          | Philipp Oswald   | Juan Mónaco Rafael Nadal               | 3-6, 4-6             |
| 24. | 27 de septiembre de 2015 | San Petersburgo    | Dura (i)      | Alexander Peya   | Treat Huey Henri Kontinen              | 5-7, 3-6             |
| 25. | 23 de octubre de 2016    | Moscú              | Dura (i)      | Jürgen Melzer    | Juan Sebastián Cabal Robert Farah      | 5-7, 6-4, [5-10]     |